# Wahlsprengel
Ein Wahlsprengel ist die kleinste Verwaltungseinheit, die das österreichische Wahlrecht vorsieht, und entspricht einem Wahlkreis oder Wahlbezirk in anderen Staaten.
In größeren Gemeinden soll die Unterteilung der Wahlkreise in Wahlsprengel den Wahlvorgang erleichtern. Dabei richtet sich die Größe des Wahlsprengels an der erwarteten Anzahl an Wählern pro Stunde. In Gemeinden mit weit auseinanderliegenden Ortsteilen soll die Unterteilung in Wahlsprengel den Weg des Wählers zum Wahllokal verkürzen.
Die Herkunft des Wortes Sprengel stammt vom Weihwassersprenger ab; ein Sprengel ist jenes Gebiet, das mit Weihwasser einer Kirche besprengt werden kann.
Siehe auch: Wählerevidenz